# Batillipes similis
Batillipes similis är en djurart som tillhör fylumet trögkrypare, och som beskrevs av Schulz 1955. Batillipes similis ingår i släktet Batillipes och familjen Batillipedidae. Inga underarter finns listade i Catalogue of Life.